# 日産・ユート

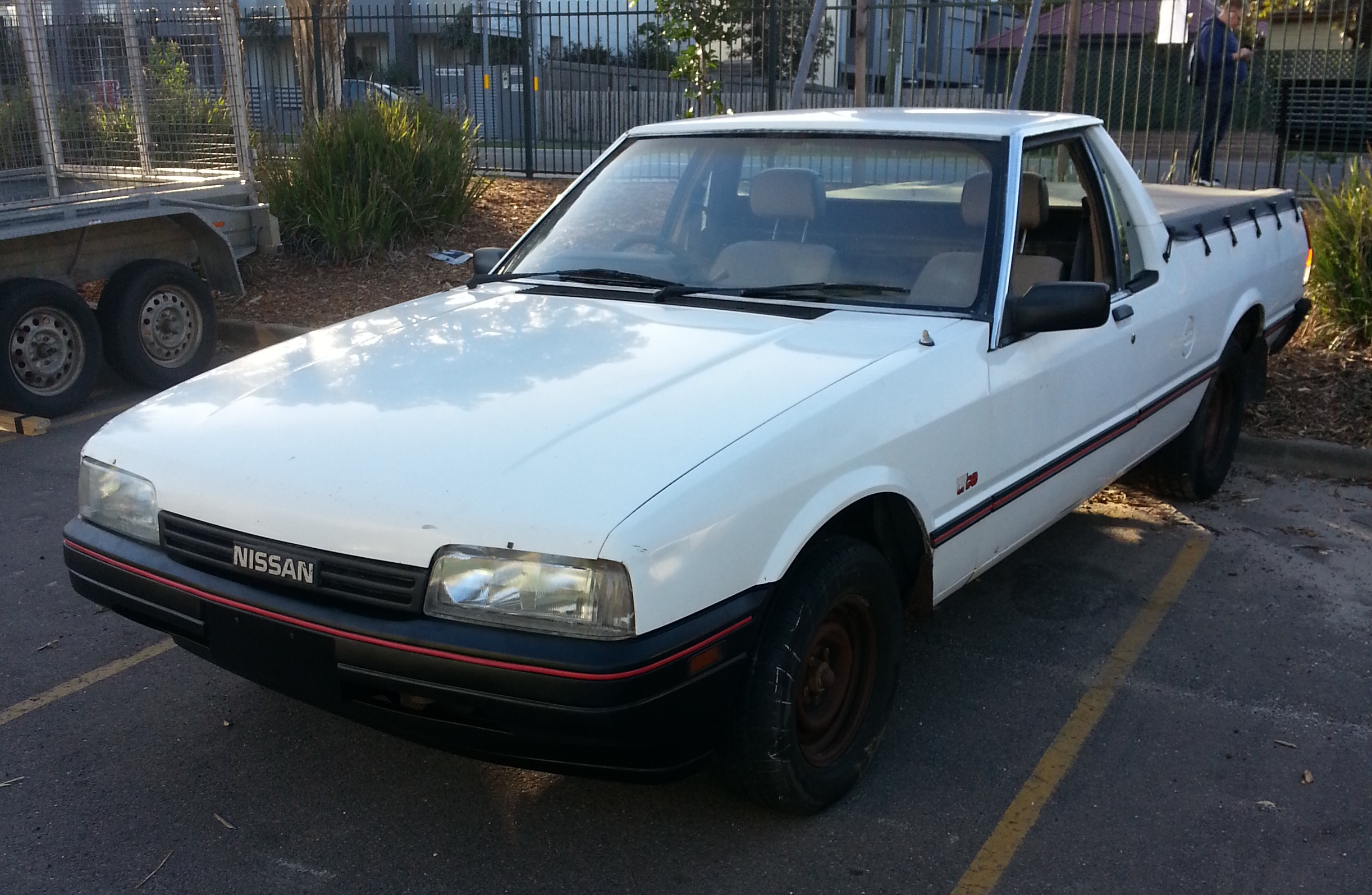
日産・ユート

日産・ユート (Ute) は、1988年から1992年まで日産自動車のオーストラリア法人により販売されたピックアップトラックで、フォード・XFファルコンユートのバッジエンジニアリング車である。

## 概要
1984年にオーストラリア政府によりバトン・プランが開始された。バトン・プランはオーストラリアの自動車産業を合理化するためのイニシアティブであり、自動車メーカー間のプラットフォーム共有が奨励された。その結果として、日産オーストラリアがフォード・オーストラリアよりファルコンユートの供給を受け、「Nissan Ute」として販売を開始した。ベース車のファルコンにはパフォーマンスグレードが用意されたが、ユートには「DX」と「ST」の2つのベーシックグレードのみが用意された。
販売台数も少なく、さらに大抵の場合は購入後にフォードのバッジに交換されたため、現存する日産・ユートは少ない。